# Тремасов, Николай Фёдорович
Никола́й Фёдорович Трема́сов (10 января 1923, Кечушево, Симбирская губерния — 15 сентября 1995, там же) — тракторист колхоза «Родина» Ардатовского района Мордовской АССР.

## Биография
Родился 10 января 1923 года в деревне Кечушево в крестьянской семье. Мордвин. Окончил сельскую школу, курсы трактористов.
Участник Великой Отечественной войны. В боях под Сталинградом был тяжело ранен. В 1944 году вернулся в родное село инвалидом.
Пошёл работать трактористом в Козловскую МТС, которая обслуживала поля в колхозах деревень Кечушево, Безводная, Каласево. Работать приходилось день и ночь, по две смены, механизаторов не хватало. За каждым трактористом были закреплены определённые участки, за которые он нёс полную ответственность — пахал, сеял, убирал.
Указом Президиума Верховного Совета СССР от 1 июля 1950 года «за исключительные заслуги перед государством, выразившиеся в получении в 1949 году в обслуживаемых колхозах урожая пшеницы и ржи 20 центнеров с гектара на площади 253,5 гектара» Тремасову Николаю Фёдоровичу присвоено звание Героя Социалистического Труда с вручением ордена Ленина и золотой медали «Серп и Молот».
Всю дальнейшую жизнь Николай Фёдорович работал так, чтобы оправдать столь высокое звание. До 1985 года — трактористом, затем ещё 5 лет — в свиноводческом спецхозе своего колхоза «Родина», производил витаминную муку. Пока при аварии агрегата не случилось несчастье — потерял кисть правой руки.
Уйдя на заслуженный отдых, жил в деревне Кечушево. Весной 1995 года у ветерана мошенники, представившиеся работниками райвоенкомата, изъяли «на хранение» награды — Золотую Звезду и орден Ленина. Только осенью выяснился обман. Это известие подорвало здоровье ветерана, перенёсшего уже два инфаркта, и 15 сентября 1995 года он ушёл из жизни. Похоронен на кладбище села Кечушево.

## Награды
- медаль «За боевые заслуги» (4.9.1944)[3];
- звание Героя Социалистического Труда с вручением золотой медали «Серп и Молот» и ордена Ленина (1.7.1950).